# تپه عبدل‌آباد
تپه عبدل آباد مربوط به دوران‌های تاریخی پس از اسلام است و در شهرستان قزوین، روستای عبدل آباد واقع شده و این اثر در تاریخ ۱۹ اسفند ۱۳۸۰ با شمارهٔ ثبت ۴۹۸۸ به‌عنوان یکی از آثار ملی ایران به ثبت رسیده است.